# Kehrmaschine

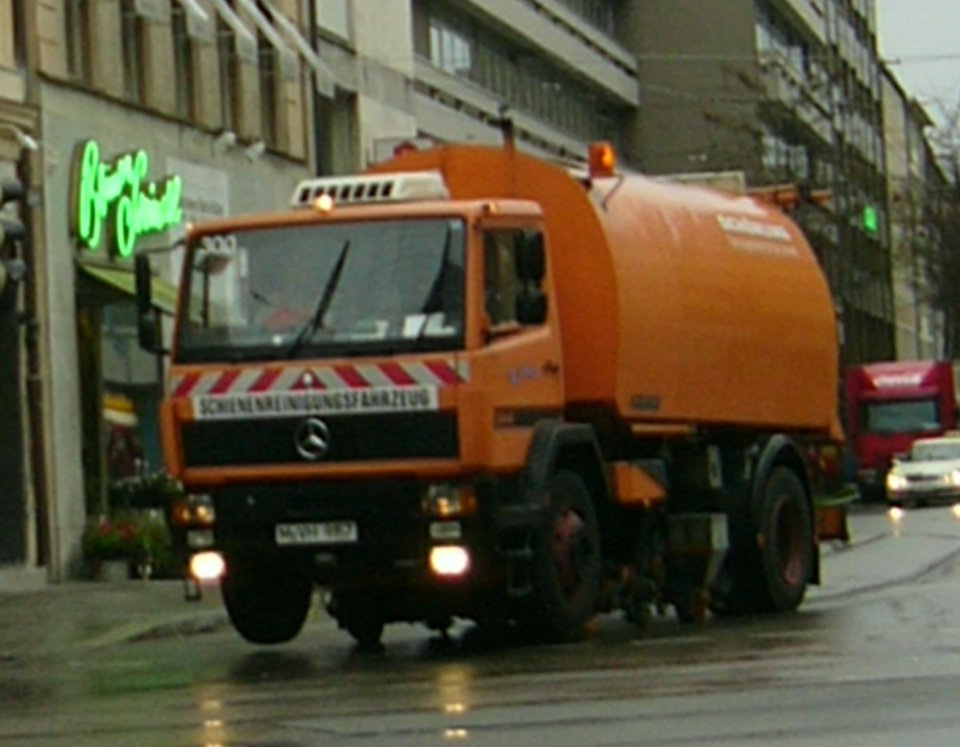
Großkehrmaschine zur Straßenbahngleisreinigung

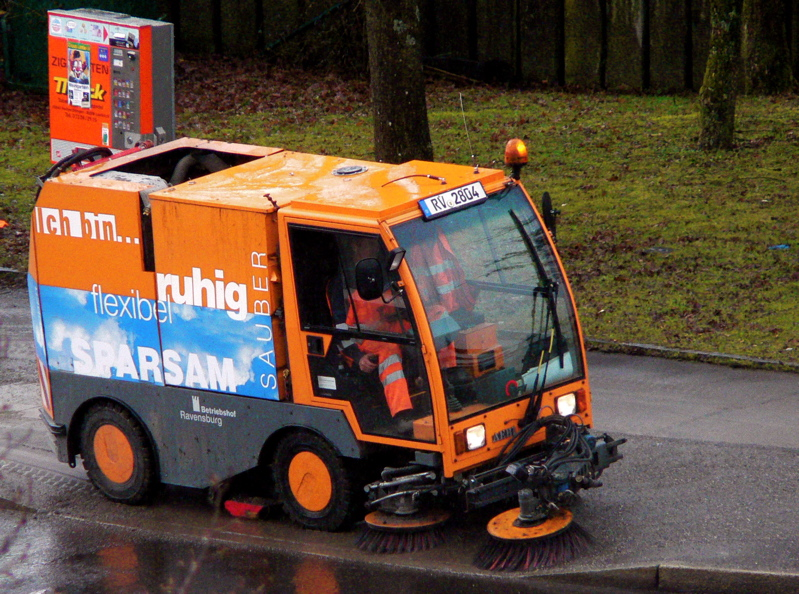
Kleinkehrmaschine zur Gehwegreinigung

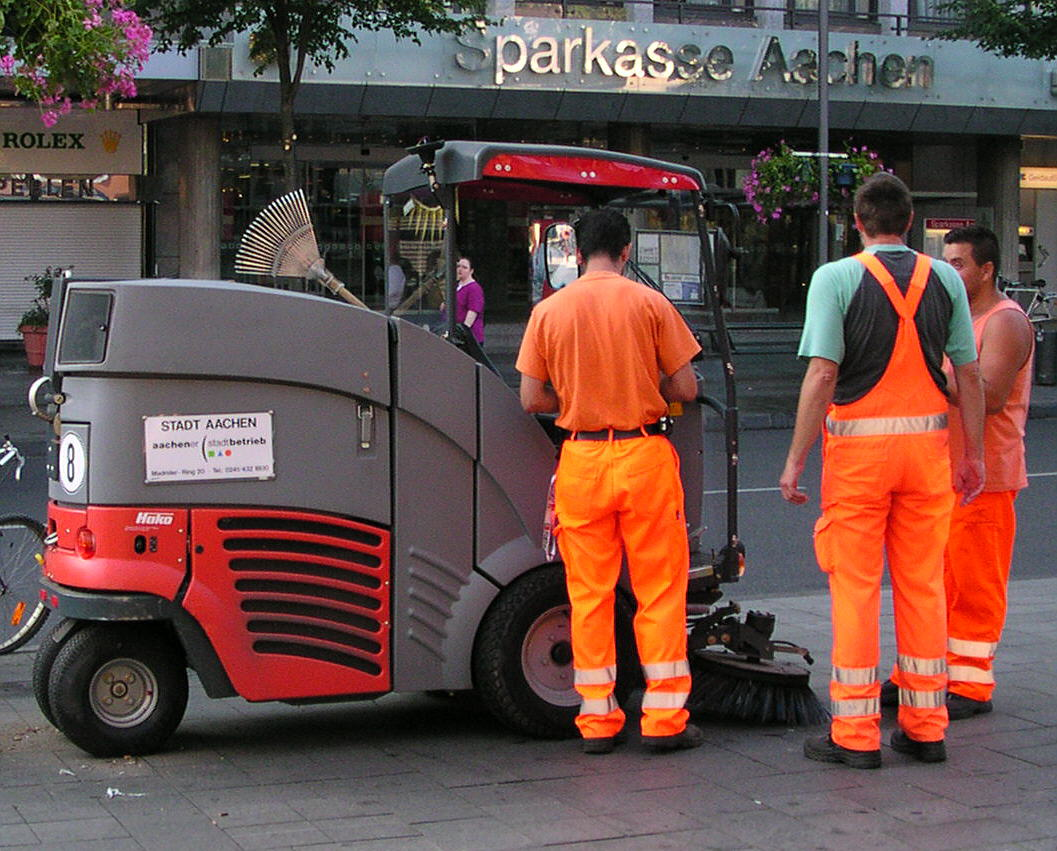
Gehwegreiniger

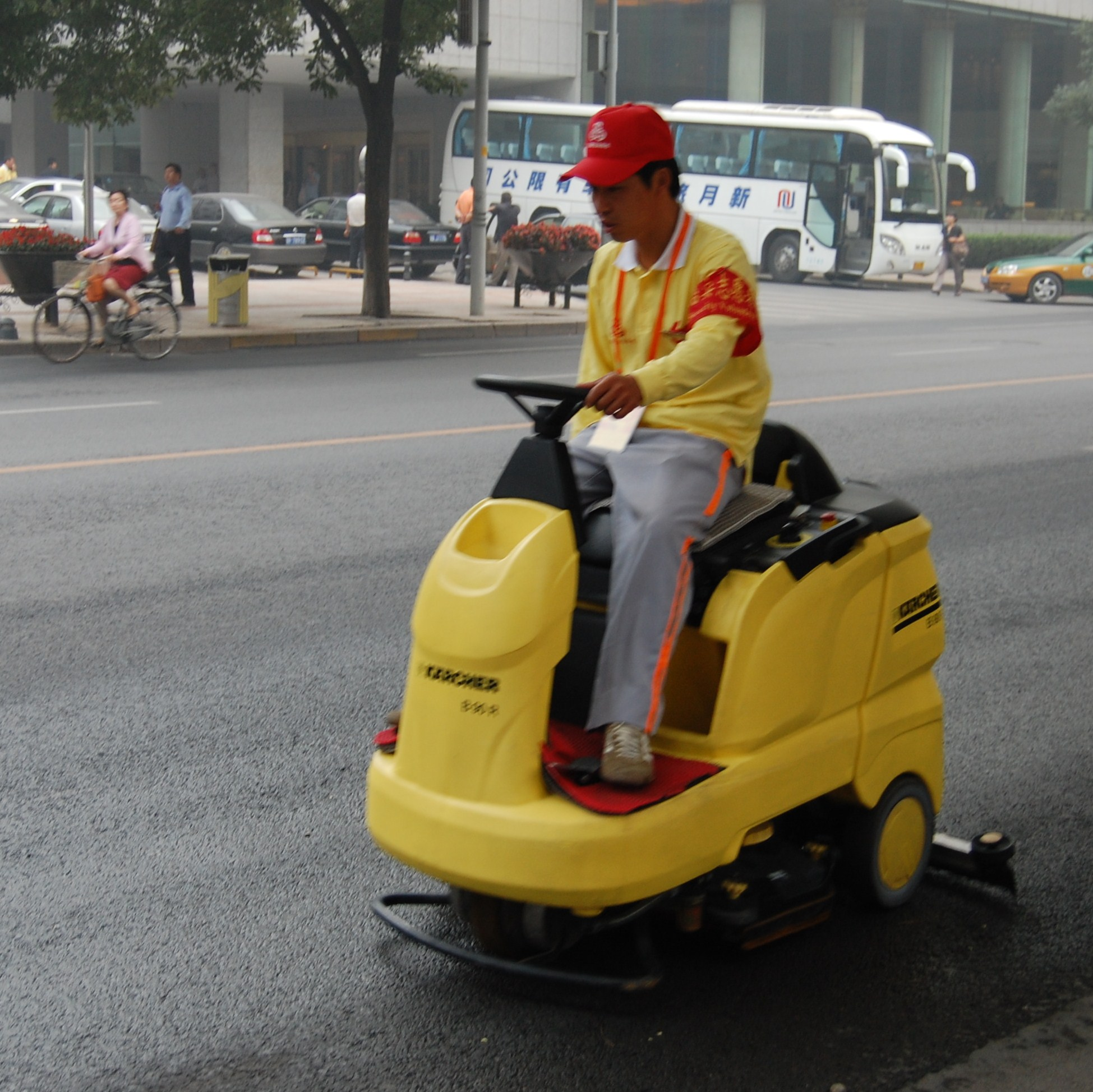
Straßenreinigung in Peking

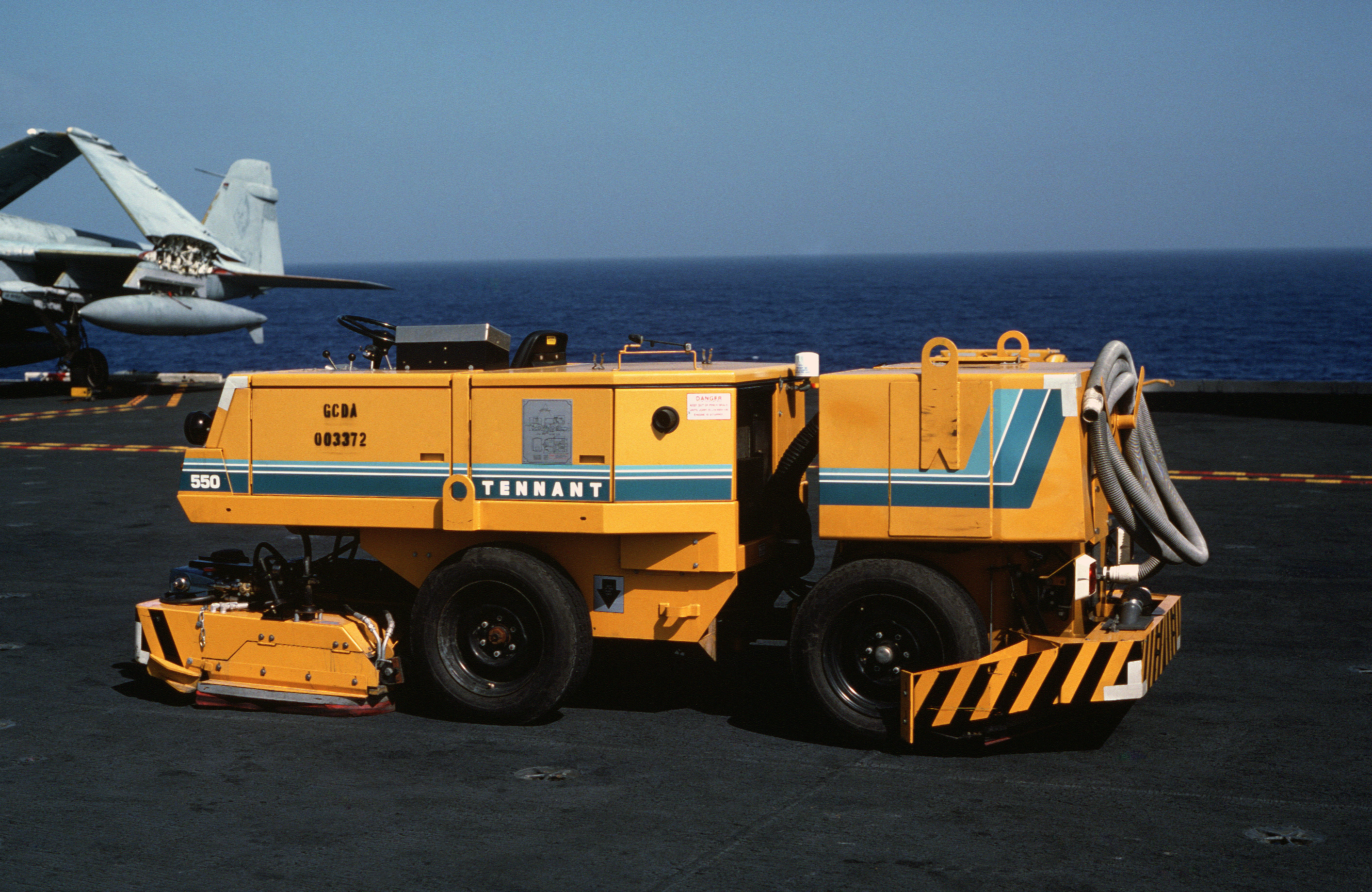
Kehrmaschine auf der Dwight D. Eisenhower

Eine Kehrmaschine ist ein Arbeitsgerät zum Aufnehmen von Verunreinigungen. Sie ist entweder auf ein Lkw-Fahrgestell aufgebaut oder als Anbaugerät an Kommunal- oder Baufahrzeuge angebaut. Anbaukehrmaschinen arbeiten mit einer mechanischen Schmutzaufnahme, auch „Kehrschaufelprinzip“ genannt.

## Aufbau und Funktionsweise
Der Kehrmaschinen-Aufbau besteht im Wesentlichen aus einem Schmutzbehälter, der das Kehrgut aufnimmt. Unter dem Schmutzbehälter ist ein separater Dieselmotor eingebaut, der den Ventilator (Suction fan) mechanisch oder hydraulisch antreibt. Dieser Ventilator erzeugt einen Unterdruck im Schmutzbehälter und saugt das Kehrgut wie bei einem Staubsauger in den Schmutzbehälter.

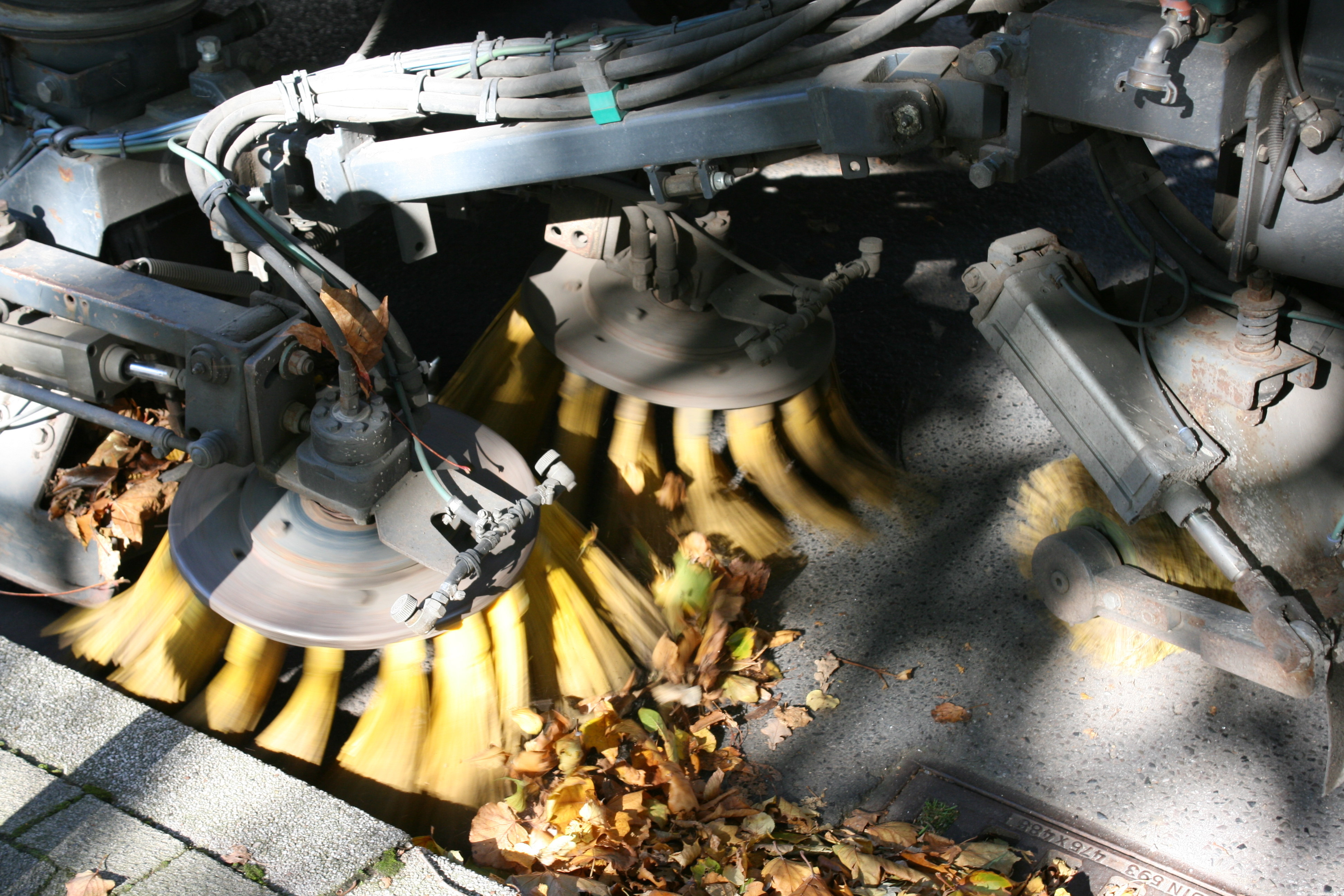
Rotationsbesen in Betrieb (Herten in Westfalen, 2011)

Die Rotationsbesen befinden sich im Allgemeinen rechts an der Fahrzeugseite und unter dem Fahrzeug. Bei großen selbstaufnehmenden Kehrmaschinen befindet sich an der Seite ein sogenannter Tellerbesen, der das Kehrgut aus dem Rinnstein zum Saugschacht transportiert. Zusätzlich kann auch noch eine sogenannte Kehrwalze angebracht sein. Diese ist mittig unter dem Fahrzeug angebracht und kehrt das Kehrgut von der Mitte der Straße zum Saugschacht.
In der Regel ist eine große Kehrmaschine ein Fahrzeug mit Rechtslenkung, damit der Fahrer die Straßenrinne exakter reinigen kann.
Es gibt jedoch verschiedene Aufnahmeverfahren des Kehrgutes. Grundsätzlich unterscheidet man in drei Kategorien:
1. mechanische Aufnahme,
2. Aufnahme durch Absaugung,
3. Kombination Absaugung und Mechanik.

Bei der rein mechanischen Aufnahme wird das Kehrgut durch eine Kehrwalze auf ein Förderband geworfen, das dann das Material in einen Behälter führt. Dieses ist vergleichbar mit der manuellen Aufnahme durch das Kehrblech. Dieses Verfahren wurde durch die Absaugung abgelöst und findet sich heute nur noch in ähnlicher Form bei Handkehrmaschinen.
Die Aufnahme mit einer reinen Absaugung funktioniert wie weiter oben beschrieben.
Die Kombination von Absaugung und einer mechanischen Aufnahme ist ein relativ neues und unbekanntes Prinzip. Grob beschrieben erfolgt die Aufnahme des Grobkehrgutes durch eine rotierende Walzenbürste, die das Material auf ein Förderband wirft und in den Kehrgutbehälter transportiert. Die Feinmaterialaufnahme (Staub) erfolgt unterstützend durch einen oder mehrere Ansaugventilatoren.
Kehrmaschinen fallen unter die Definition in Anhang  I  Nummer  46 der  europäischen „Outdoor-Richtlinie“ 2000/14/EG, Anhang  III dieser Richtlinie beschreibt die Schallmessung. Der Einsatz in Wohngebieten vor 7 Uhr ist unzulässig, zuvor kehren viele Kommunen auf Hauptverkehrsstraßen und in Gewerbegebieten.

## Arten

### Handkehrmaschine

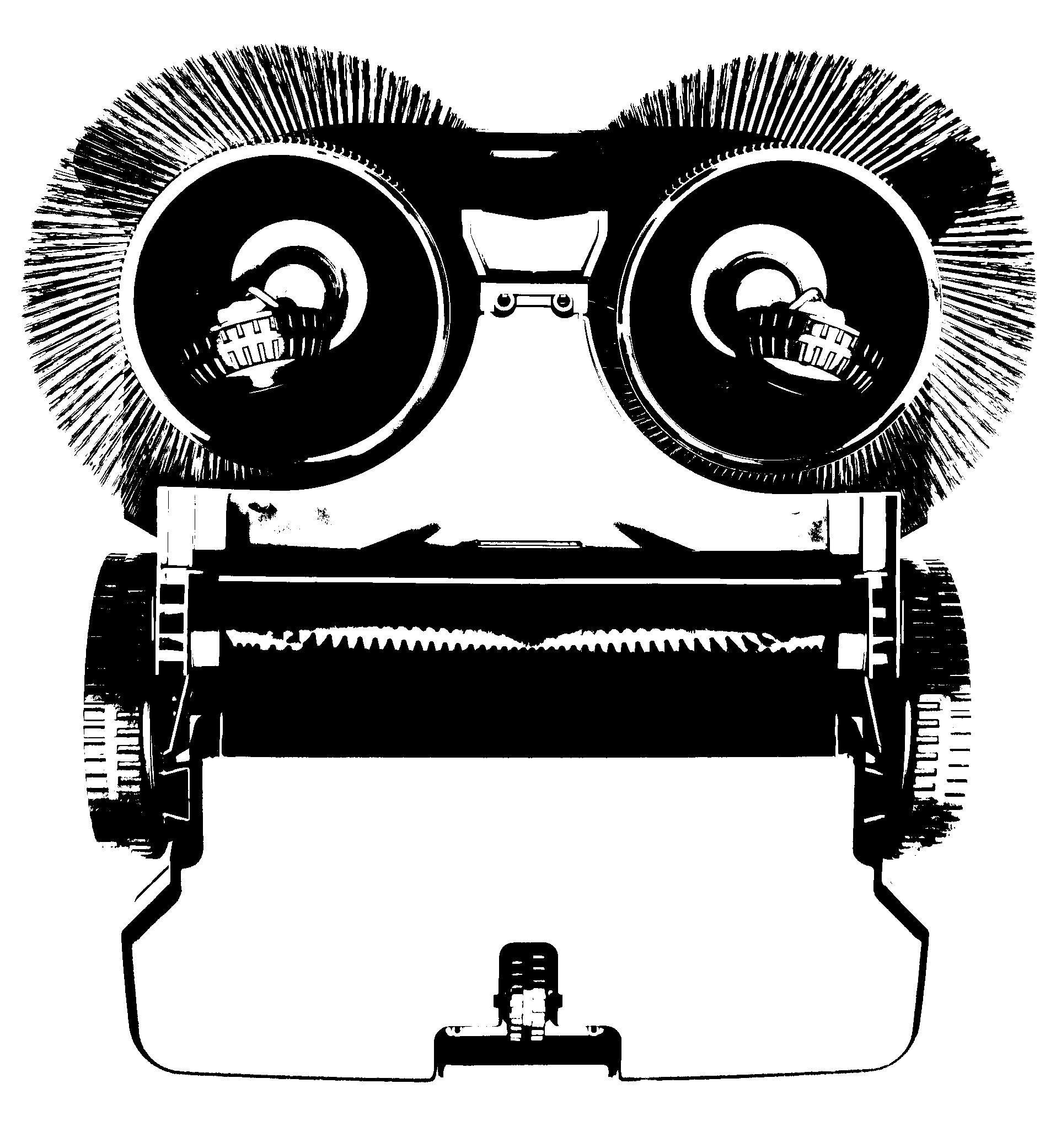
Handkehrmaschine von unten

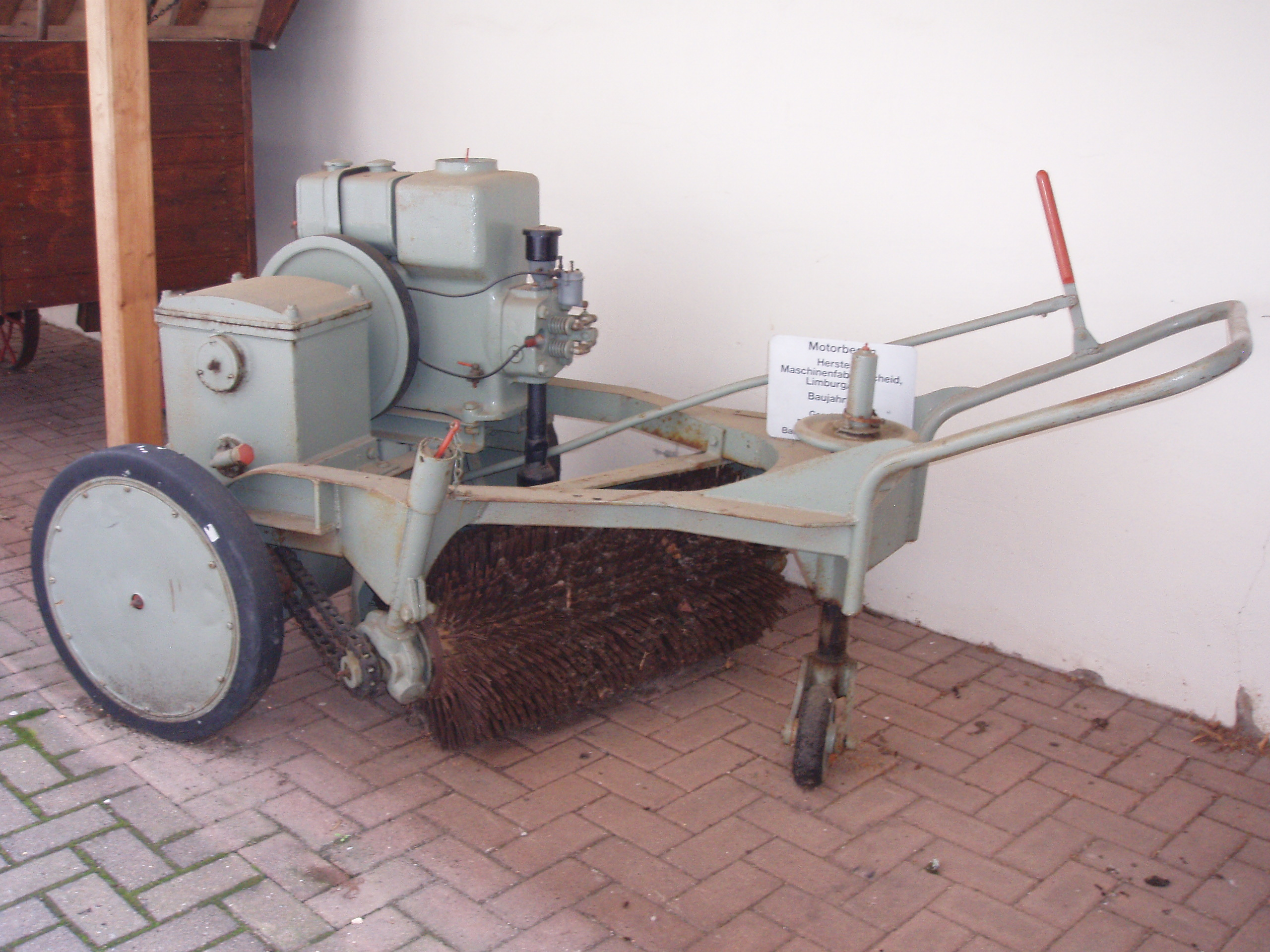
Motorbesen

Eine meist kleine, durch Muskelkraft betriebene Kehrmaschine (auch Kehrmaschine oder Teppichkehrer genannt), die fast ausschließlich mit dem rein mechanischen Aufnahmesystem ausgestattet ist.  Sie arbeiten mit vier unterschiedlichen Kehrsystemen:
1. Die Einwalzenkehrgeräte sind der Ursprung der Handkehrmaschinen. Bei diesen Geräten wird der Schmutz mittels einer Rundbürste und einer kehrschaufelartigen Gummilippe aufgenommen. Der Schmutzbehälter befindet sich bei diesem Maschinentyp vor der Kehrwalze. Die maximale Größe des Kehrgutes wird hierbei durch den Behälter und die Gummilippe begrenzt.
2. Bei Doppelwalzengeräten wird das Kehrgut über zwei gegenläufige Kehrwalzen aufgenommen. Bei diesen Kehrmaschinen übernimmt die zweite Kehrwalze die Aufgabe den Schmutz aufzunehmen und in den Auffangbehälter zu schleudern. Durch den Verzicht auf die Gummilippe kann mit solchen Geräten auch größeres Kehrgut aufgenommen werden. Gekehrt wird bei diesen Geräten jedoch nur mit einer Bürste.
3. Bei Tellerbesenkehrmaschinen wurde bewusst auf eine Kehrwalze verzichtet. Der Schmutz wird bei diesen Geräten über zwei gegenläufige Tellerbürsten aufgenommen. Die Tellerbürsten schneiden unter das Kehrgut und schieben es staubarm über eine Platte in den Behälter. Dadurch wird erreicht, dass neben dem üblichen Straßenschmutz zusätzlich nasses und trockenes Laub oder auch grobes und schweres Kehrgut aufgenommen wird. Die beidseitig überstehenden Tellerbürsten ermöglichen randnahes Kehren links und rechts.
4. Die Turbo-Kehrmaschinen arbeiten mit einer Kombination von Tellerbürsten und Kehrwalze. Dabei wird der Schmutz doppelt gekehrt.  Zuerst wird der Schmutz durch die Tellerbesen aufgefegt und dann durch die Kehrwalze in den Behälter befördert. Gleichzeitig nimmt die Kehrwalze den Feinschmutz ein zweites Mal auf. Bei nur einer Überfahrt wird so vom feinsten Sand bis zur Getränkedose alles aufgenommen. Das Überkopfprinzip der Kehrwalze sorgt hierbei für eine optimale Behälterfüllung.[3]

### Filterkehrmaschinen
Filterkehrmaschinen sind mit hoher Saugleistung ausgestattet, die auch wegen der räumlichen Baufreiheit einen besonderen, trocken arbeitenden Filter im Saugluftstrom zur Feinstaubrückhaltung bei Gewährleistung guter Kehricht-Aufnahmeleistungen montiert haben. Zum Einsatz kommt ein kompakt gebauter Filter, der individuell auf die Förderleistung des im Kehraufbau vorhandenen Lüfters ausgelegt ist. Der Filter wird im oberen Heckbereich des Kehrbehälters montiert und ist mit einer selbsttätigen pneumatischen Abreinigungseinrichtung ausgestattet, die eine kontinuierliche, periodische Reinigung der Filterelemente im Gegenstromprinzip technisch gewährleistet. Die Filterelemente sind unempfindlich gegenüber Feuchtigkeit und der im Kehricht enthaltenen Stoffe. Die vom Filter abgeschiedenen Partikel werden direkt in den Kehrichtbehälter abgeschieden und mit dem Kehricht entsorgt.

## Digitale Anwendungen
Damit Kehrmaschinen effizienter arbeiten, werden sie vermehrt mit digitalen Anwendungen ausgestattet. Insbesondere KI-basierte Systeme sollen dazu beitragen, Abfälle auf Straßen, Gehwegen und öffentlichen Plätzen automatisiert zu erkennen, und damit die Straßenreinigung und Stadtsauberkeit zu verbessern. Autonome oder teilweise autonom fahrende Kehrmaschinen können im zunehmend verdichteten Straßenraum eingesetzt werden.